# Historia wędkarstwa
Ten artykuł należy dopracować:

przedstawiono sytuację tylko z polskiej perspektywy – artykuł powinien być przekrojowy.
Pomóż go poprawić. Na stronie dyskusji mogą znajdywać się pomocne komentarze.
Niniejszy artykuł prezentuje historię wędkarstwa – jednego z najstarszych sportów.

## Początki wędkarstwa
Wędkarstwo jako rozrywka, początkowo tylko najbogatszej części społeczeństwa, znana była od tysiącleci. Rzymski poeta Publiusz Owidiusz Naso w poemacie Halieutica (Sztuka rybołówstwa) opisał wędkarskie sposoby łowienia ryb różnych gatunków. W I wieku n.e. o wędkowaniu wspomniał też w swoim epigramie Marcus Valerius Martialis, a Claudius Aelianus w swoim dziele De Animalium Natura zawarł opisy metod wędkowania.
W średniowieczu zagadnienia wędkowania przedstawione są w dziele pt. Księgi Św. Albana, którego jeden rozdział, Traktat o łowieniu ryb na wędkę poświęcony jest ówczesnym metodom i technikom łowienia, podkreślał także etyczne implikacje wędkarstwa. Ten sposób spędzania wolnego czasu i rozrywki rozwinął się także wśród społeczeństw gwałtownie industrializującego się wtedy zachodniego świata.
Również w polskiej literaturze znajdują się liczne dowody, że wędkarstwem interesowała się również polska szlachta.
Od 1912 rekordy świata w wędkarstwie rejestruje Międzynarodowy Związek Zawodów Rybackich (ang. International Game Fish Association, IGFA).

## Wędkarstwo w Polsce

### Wędkarstwo w dawnej Polsce
Prawdopodobnie ten rodzaj rekreacji na ziemiach polskich rozwinął się w zaborze austriackim, gdzie stosunki prawne w wielonarodowej monarchii były najbardziej liberalne. Ludność miejscowa łowiła ryby, ale traktowała to zajęcie wyłącznie utylitarnie, gdyż ryby stanowiły poważne uzupełnienie jarskiego jadłospisu uboższych mieszkańców. Taka pasja wzorowana była na tradycjach zachodnich spopularyzowanych przez ówczesne elity, do najbardziej znanych należeli hr. Alfred i Artur Potoccy.

### Wędkarstwo w XIX-wiecznej Polsce
Po wprowadzeniu na terenie Galicji i Lodomerii przepisów ustawy rybackiej indywidualne uprawianie wędkarstwa stało się utrudnione, głównie z powodu ustanowienia rewirów rybackich, dzierżawionych przez różnych użytkowników. 13 lipca 1879 roku zostało powołane Krajowe Towarzystwo Rybackie, którego pierwszym prezesem został dr M. Nowicki, sprawujący funkcję do 30 października 1890 roku.
Zaistniała więc potrzeba większej integracji uprawiających wędkarstwo i wspólna dzierżawa rewirów rybackich. Na początku była to integracja na gruncie towarzyskim i rekreacyjnym.
Przykładem takiej integracji był założony z inicjatywy inspektora Fiszera 25 maja 1896 przez kilku członków KTR – Krakowski Klub Rybactwa, którego założyciele, m.in. hr. Starzeński, prof. dr Schramm, dr Smolarski, insp. Fiszer wydzierżawili w okolicy Krakowa odpowiednie rewiry rybackie, zarybiali je i tam uprawiali wędkarstwo. Była to pierwsza na ziemiach polskich polska organizacja wędkarska.

### Wędkarstwo w XX wieku
W 1907 na podstawie przedłożonych statutów prawnie zostało zarejestrowane przez c.k. Namiestnictwo Galicji – Towarzystwo Miłośników Sportu Wędkowego w Krakowie, o czym wspomina notatka prezesa KTR-u F. Wilkosza w 92 numerze „Okólnika Rybackiego”. Według niego towarzystwo liczyło kilkunastu członków, w tym „kilku pierwszorzędnych... mucharzy...”. Według ówczesnego sekretarza KTR-u, Jerzego Kukucza, Towarzystwo Miłośników Sportu Wędkowego zostało założone w 1904. Zatem od założenia TMSW do jego rejestracji minęło 3 lata.
Powstanie TMSW w Krakowie zapoczątkowało zakładanie podobnych organizacji w całej Małopolsce.
W 1906 roku utworzono Powiatowe Towarzystwo Rybackie w Gorlicach, jednocześnie jego pierwszym prezesem był założyciel ks. Piotr Świejkowski. Jak napisał w swoim studium etnograficznym doktor Wojciech Olszewski z Uniwersytetu Mikołaja Kopernika w Toruniu, w końcu 1907 powstało Towarzystwo Sportu Wędkowego w Czarnym Dunajcu, w 1909 Powiatowe Towarzystwo Rybackie w Jaśle, w 1914 Towarzystwo Miłośników Sportu Wędkowego i Racjonalnej Gospodarki na Wisłoku w Rzeszowie, a do 1929 członkami KTR-u było już 35 towarzystw wędkarskich i rybackich.
„Okólnik Rybacki” drukował artykuły na temat wędkarstwa. Tamże ukazała się aktualna praca profesora Józefa Rozwadowskiego pt. „Poradnik dla miłośników sportu wędkowego, czyli sztuka łowienia pstrąga, lipienia i łososia na wędkę”, której dwa wydania książkowe ukazały się w 1900 i 1908 roku.
Po odzyskaniu niepodległości przez Polskę 11 listopada 1918 roku prace Krajowego Towarzystwa Rybackiego, koncentrowały się z jednej strony na przekonaniu władz, także Ministerstwa Rolnictwa i Rozwoju Wsi o charakterze dotychczasowej działalności i zdobyciu funduszy na realizację dalszych zamierzeń oraz na kierowaniu rozwojem organizacji rybacko-wędkarskich na terenie działalności KTR.
Towarzystwo Miłośników Sportu Wędkowego, które w maju 1928 roku przyjęło nazwę Polskie Towarzystwo Wędkarskie, skupiło działalność na obwodach rybackich  Dunajca, a jego podstawą prawną były statuty z 1907, zatwierdzone przez władze polskie. Taka rola działaczy PTW we władzach KTR-u wywoływała niechęć i była kwestionowana przez działaczy innych towarzystw.
W styczniu 1922 roku powstało w Krakowie Krakowskie Towarzystwo Sportu Wędkowego „Wędzisko”, zrzeszające przeważnie wędkarzy z kręgów rzemieślniczych. Terenem ich działalności były obwody rybackie rzek: Prądnika, Rudawy, Raby i Wieprzówki, a po nawiązaniu współpracy z myślenickim Towarzystwem „Pstrąg” – dalsze obwody rybackie Raby. Na większości swoich wód wprowadzono nakaz łowienia ryb wyłącznie na sztuczną muszkę.
W grudniu 1922 r. część członków Tow. Sportu Wędkowego „Wędzisko” zrezygnowało z członkostwa i 14 lutego 1923 utworzyli Sportowe Towarzystwo Wędkarzy „Potok”, którego działalność obejmowała obwody rybackie Skawy. Pozostałe dwa towarzystwa powstały później.
Amatorskie Towarzystwo Sportu Wędkowego w Krakowie powstało w marcu 1933 roku. O jego działalności zachowało się niewiele wiadomości. W 1939 zmieniło nazwę na Krakowskie Towarzystwo Wędkarskie, kontynuując działalność do chwili powstania PZW w 1950.
Towarzystwo Sportu Wędkowego „Strumień” w Krakowie zapoczątkowało działalność jako sekcja sportu wędkowego przy Związku Rzemieślników Krakowskich w 1936, ale ze względów proceduralnych i merytorycznych oficjalnie zostało zatwierdzone przez władze w styczniu 1938. Terenem jego działalności były obwody rybackie rzeki Raby.
Działania towarzystw wędkarskich przyczyniły się do wzrostu zainteresowania tym sportem także wśród mniej zamożnych mieszkańców Krakowa. Dlatego zawodowi rybacy umożliwili łowienie ryb na wędkę krakowianom, po opłaceniu znacznie niższych opłat według regulaminu Stowarzyszenia Zawodowych Rybaków Krakowskich, obowiązującego przy sportowym łowieniu ryb wędką.
Za przykładem wędkarzy krakowskich nastąpił rozwój sportu wędkarskiego w miejscowościach leżących w dorzeczu górnej Wisły aż do ujścia Sanu. Powstawały tam nowe towarzystwa wędkarskie: w Myślenicach wspomniany wcześniej „Pstrąg”, w Rabce – Sportowy Związek Wędkarski. W powiecie nowotarskim oprócz istniejącego od 1907 r. Towarzystwa Sportu Wędkowego w Czarnym Dunajcu powstało w 1921 r. Towarzystwo Sportu Wędkowego w Nowym Targu oraz Orawskie Towarzystwo Sportu Wędkowego w Jabłonce.
Jednym z ośrodków sportu wędkarskiego stał się Nowy Sącz. Działały tu cztery towarzystwa wędkarsko-rybackie. Powiatowe Towarzystwo Rybackie utworzono w roku 1918. Inwalidzkie Stowarzyszenie Rybackie powstało w lutym 1921 r., ale koncentrowało się na działalności rybackiej. Towarzystwo Miłośników Sportu Wędkowego powstało pod koniec 1926 r. Towarzystwo Sportu Wędkowego Związku Legionistów Polskich stworzono w 1927 r.
Towarzystwa wędkarsko-rybackie powstawały również w sąsiedztwie innych rzek. W Kętach w roku 1920 powstało Towarzystwo Sportu Wędkowego i Rybackiego. W Wadowicach, w r. 1935 stworzono Towarzystwo Miłośników Sportu Wędkowego. Na terenie Tarnowa od roku 1925 działało Towarzystwo Sportu Wędkowego „Wisła”.
Z biegiem czasu dwutorowa działalność na terenie Małopolski Krajowego Towarzystwa Rybackiego, skierowana na problemy rybactwa zawodowego i sprawy wędkarstwa sportowego rozwijającego się w powstających towarzystwach wędkarskich, stała się na tyle trudna i zróżnicowana, także z powodu różnych stosunków prawnych (obowiązywały jeszcze prawa zaborców), że zaistniała konieczność utworzenia centralnej, społecznej organizacji, zajmującej się problematyką rybołówstwa na wodach całego kraju.
Z inicjatywy Krajowego Towarzystwa Rybackiego powstał projekt utworzenia ogólnopolskiego Związku Organizacji Rybackich Rzeczypospolitej Polskiej. Związek taki w wyniku porozumień członków-założycieli został zatwierdzony przez władze i zapoczątkował swoją działalność w maju 1929 r. Zadania statutowe w zakresie wędkarstwa przejęła sekcja sportu wędkarskiego nowego związku.
Jednak działacze wędkarscy w Krajowym Towarzystwie Rybackim już od roku 1926 przemyśliwali o konieczności utworzenia odrębnego związku zrzeszającego towarzystwa, które jako swoją główną działalność statutową uznały wędkarstwo i jego problemy oraz postulaty racjonalnego zagospodarowania wód. Prace nad statutem i organizacją takiego związku trwały z przerwami do 1933 r. Główną przyczyną takiej długości załatwiania tej sprawy był opór towarzystw spoza Krakowa, które obawiały się, że utworzenie takiego związku w ramach KTR spowoduje dominację działaczy krakowskich i ich problemów nad pozostałymi towarzystwami. Dopiero inicjatywa ZOR spowodowała powstanie Związku Sportowych Towarzystw Wędkarskich 29 stycznia 1932 r. na zjeździe w Krakowie.
Po krótkiej prezesurze krakowianina dra Lardemera w ZSTW nowym prezesem został Włodzimierz Czermiński, członek Warszawskiego Towarzystwa Wędkarskiego. Członkami tego związku zostały wszystkie towarzystwa z terenu Krakowa i województwa krakowskiego.
Działacze krakowscy stwierdzili konieczność utworzenia w Krakowie „regionalnego oddziału ZSTW”. Inicjatywie tej sprzeciwił się Włodzimierz Czermiński i zarząd ZSTW na zjeździe delegatów towarzystw krakowskich we wrześniu 1934 r. i działalność ZSTW o niezmienionej strukturze trwała do chwili jego likwidacji przez władze PRL w 1950 roku.
Na liście osiągnięć organizacyjnych ZSTW znajdowały się inicjatywy wydawnicze. W styczniu 1936 roku rozpoczęto wydawanie pierwszego w Polsce wędkarskiego czasopisma „Wiadomości Wędkarskie”. Ukazała się broszura Bronisława Romaniszyna pt. „Sport wędkarski a ochrona przyrody”. Tuż przed wybuchem II wojny staraniem ZSTW wydano pierwszy w niepodległej Polsce podręcznik wędkarski Feliksa Choynowskiego pt. Wędkarstwo na wodach polskich.
Obok towarzystw wędkarskich powstałych w centrum tzw. Galicji zawiązały się i działały w okresie międzywojennym liczne organizacje wędkarskie na południowo-wschodnich terenach Rzeczypospolitej.
Celem „Okólnika rybackiego”, głównego organu KTR, była m.in. odnowa i zwiększenie populacji rybostanu w rzekach ówczesnej Galicji i Lodomerii (nazwa stworzona przez władze Austrii), gdzie ryby zniknęły przez miejscową ludność i działalność handlarzy. Nie było jednak jakichkolwiek przepisów regulujących korzystanie z państwowych (w rzeczywistości te wody nie były własnością państwa) rzek i jezior.
Jako pierwszy na wymienionych terenach powstał 17 sierpnia 1879 r. dla rzeki San Oddział KTR w Jarosławiu liczący 44 członków z hr. Władysławem Koziebrodzkim jako przewodniczącym na czele. 12 września 1879 r. powstał Oddział KTR w Rzeszowie, skupiający rzekę Wisłok. Liczył on 11 członków. Kolejny Oddział KTR-u w Jaśle dla rzeki Wisłok liczący 35 członków powstał w listopadzie 1879 r. W Sanoku powołano 8 listopada 1880 r. Oddział KTR, który objął swoją działalnością górny bieg Sanu. Liczył on 37 członków.
Ponadto na terenach ówczesnej Galicji powstały kolejne Oddziały KTR-u: we Lwowie, Sokalu, Brzeżanach, Buczaczu, Mikulińcach, Stryju, Bolechowie, Stanisławowie, Samborze, Kołomyi i w Kutach. Pod ich opieką znajdował się Dniestr i całe jego lewo- i prawobrzeżne dorzecze w granicach monarchii habsburskiej. Obecnie tereny te należą do Ukrainy. Większość oddziałów KTR-u rozpoczęła działalność gospodarczą polegającą na zakupach z własnych, składkowych funduszy ikry i narybku różnych gatunków ryb, głównie łososiowatych i napełnieniu nimi rzek i jezior. Kupowano i instalowano własne wylęgarnie, gdzie wynajęci specjaliści dokonywali zapłodnień ikry pozyskanej z wyłowionych wcześniej tarlaków i odchowu narybku. KTR prowadził również wykłady na tematy rybackie oraz badania stosunków rybackich, rozsiedlenia ryb, klasyfikacji rybackiej wód oraz ich stanu w Galicji. Dokonywał podziału wód na rewiry oraz brał udział w wielu innych pracach nad uporządkowaniem gospodarki rybackiej. W późniejszych latach działalność oddziałów uległa osłabieniu i zawieszeniu z powodów i formalnych (brak ustawy rybackiej pozwalającej na udział organów władz w ochronie zarybianych wód), jak i finansowych przestała brać czynny i finansowy udział w pracach KTR-u – impuls nadany i stymulowany przez Krajowe Towarzystwo Rybackie ciągle odradzał się w podejmowanych działaniach na innych obszarach gospodarczych rybactwa.
Rok 1896 zaznaczył się w dziejach polskiego wędkarstwa odnotowanym na łamach „Okólnika Rybackiego” (nr 22) faktem powstania tzw. Krakowskiego Klubu Rybackiego, który był pierwszym prywatnym niezarejestrowanym porozumieniem grupy ludzi wywodzących się ze sfer inteligenckich praktykujących wędkarstwo, którzy wydzierżawiali rewiry rybackie na rzece Rudawie i Wiśle. Za ich wzorem powstało w r. 1904 pierwsze w Polsce Towarzystwo Miłośników Sportu Wędkowego, zarejestrowane oficjalnie przez władze w r. 1907. To był początek zorganizowanego wędkarstwa w Polsce.
W okresie do I wojny światowej na terenach na wschód od Dunajca nie było oprócz Oddziałów KTR organizacji zrzeszającej wędkarzy. Wędkowano indywidualnie lub w niewielkich grupach, często pod egidą Towarzystw Rybackich zgrupowanych w KTR. Dopiero w roku 1914 powstało „Towarzystwo Miłośników Sportu Wędkowego i Racjonalnej Gospodarki na Wisłoku w Rzeszowie”, które w 1929 r. posiadało 60 członków. Dzięki energii i inicjatywie ówczesnego prezesa Towarzystwa, prof. gimnazjalnego, Klemensa Kocowskiego Towarzystwo prowadziło na dzierżawionych rewirach gospodarkę, zajmując się zarybianiem rewirów i tępieniem kłusowników.
Towarzystwo Rybackie w Strzyżowie nad Wisłokiem powstało w roku 1922 z inicjatywy miejscowych sportowców rybaków, którzy nie mogli patrzeć obojętnie na rozwielmożnione w czasie wojny kłusownictwo, zagrażające wyrybieniem czterech rewirów rybackich, rozciągających się w powiecie strzyżowskim na przestrzeni 46 km rzeki Wisłok. i jej dopływu Stobnicy. W r. 1924 Towarzystwo wydzierżawiło wszystkie rewiry w powiecie strzyżowskim, a w ciągu dwóch następnych lat uregulowało sposób połowu ryb, oraz przez ustanowienie straży rybackiej walczyło z kłusownictwem. Ilość członków nie przekraczała liczby 40. Rekrutowali się oni w przeważającej części z miejscowej inteligencji, która interesowała się wędkarstwem. Najpospolitszą rybą była świnka, następnie brzana, dochodząca do 5 kg wagi, szczupaki, jelce, węgorze, miętusy, okonie; rzadziej spotykało się karpie i liny.
Dla podniesienia rybostanu Towarzystwo w latach 1927–1928 sprowadziło narybek pstrąga potokowego, który wsiedlono do rzeki Stobnicy. Nie poławiano tu nigdy tego gatunku. Z powodu dużej ilości potoków Zarząd Towarzystwa przygotowywał się do rozpoczęcia kampanii na wsi mającej na celu zakładanie przez włościan stawków hodowlanych karpia. Skutkowało to tym, że w ciągu dwóch lat urządzono kilka małych stawów, sprowadzono narybek karpia i uzyskano przyrosty narybku przy średnim odżywianiu.
Celem Towarzystwa było upowszechnianie hodowli karpia w powiecie i w ten sposób złagodzenie położenia materialnego włościan tego powiatu.
Przez zanieczyszczenie rzeki Wisłok ściekami z zagłębia naftowego w Krośnie ryby masowo umierały w rewirach, dlatego Towarzystwo naraziło się na straty.

### Wędkarstwo po I wojnie światowej
I wojna światowa wywarła ujemny wpływ na stosunki gospodarcze w regionie przemyskim. Szczególnie ucierpiało rybołówstwo rzeczne i stawowe. Zanik moralności i poczucia cudzej własności spowodował, że rybostan się zmniejszył, gdyż każdy łowił bez żadnych kart lub zezwoleń, posługując się nawet dynamitem i granatami, nie bacząc ani na okresy ochronne tarła ani na zapisane w ustawie wymiary. Ponadto nieuczciwi handlarze, równocześnie dzierżawcy rewirów rybackich utworzywszy spółkę handlową, dyktowali ceny, jakie sami chcieli, osiągając minimalny zysk 200%.
W roku 1923 zawiązywało się w Przemyślu towarzystwo dla ochrony tutejszego rybactwa pod nazwą „Towarzystwo Sportowo-Rybackie na rzece Sanie i Wiarze w Przemyślu”. Początkowo liczyło ono 37 członków. Początkowo nie miało możliwości korzystania z przyjemności łowienia, dlatego rozpoczęło pracę nad ulepszeniem stosunków, kontrolując targi rybne, powodując konfiskaty ryb złowionych wbrew ustawie i tępiąc paskarstwo. W roku 1926 Towarzystwo wydzierżawiło pierwszy rewir rzeki Wiar, a w roku następnym cztery rewiry na rzece San, zaś w roku 1929 także cztery rewiry rzeki Wisznia. Liczba członków wzrosła do 200. Problem kłusownictwa został rozwiązany.
Oprócz zarybiania dzierżawionych rewirów i kontroli nad gospodarką innych dzierżawców Towarzystwo podjęło walkę z paskarstwem rybnym. Zbudowano sklep z basenami i wodociągiem, gdzie jeden z miejscowych kupców stale sprzedawał ryby po znacznie niższych cenach, co było przyczyną upadku paskarskiej spółki handlowej.
Wynikami pracy przemyskiego Towarzystwa interesowali się okoliczne powiaty, a rezultatem tego było powstanie dwóch nowych towarzystw sportowo-rybackich: w Samborze i Jarosławiu, których celem było polepszenie tam stosunków w dziedzinie rybactwa.
Celem wpojenia w młodzież szkolną obowiązku uzyskiwania pozwoleń na łowienie ryb Towarzystwo udzielało za minimalną opłatą 1 zł swoje pozwolenia na łowienie metodą spławikową ryb przez cały czas wakacji. Oprócz moralno-wychowawczych korzyści Towarzystwo zyskało pomoc młodzieży w wykryciu przekroczeń ustawy przez zawodowych i przygodnych kłusowników.
Członkom innych towarzystw w powiecie przemyskim Towarzystwo udzielało zezwoleń na łowienie ryb wędką przy zachowaniu przepisów i regulaminu gospodarzy.
W maju 1930 roku powstało w Przemyślu Towarzystwo Sportowo-Rybackie „San”. Członkiem Towarzystwa mógł być tylko obywatel narodowości polskiej. W roku 1932 Towarzystwo liczyło już 50 członków, w latach następnych: 1933 – 65; 1934 – 90; 1935 – 105; 1936 – 87; 1937 – 93.
Również w innych miastach tamtejszego regionu powstawały towarzystwa mające m.in. propagować i kultywować sport wędkarski. To m.in.: Powiatowe Tow. Rybackie w Gorlicach – rok 1906, Powiatowe Towarzystwo Rybackie w Jaśle – rok 1909, Towarzystwo Sportu Wędkowego w Jarosławiu – 1925, Towarzystwo Rybackie w Krośnie – przed 1929 r., Towarzystwo Sportu Wędkowego w Lubaczowie – przed 1929 r., Sportowe Towarzystwo Rybackie „Okoń” w Sanoku – 1926 r. oraz wiele innych w miastach na wschód od obecnej granicy Państwa.

### Wędkarstwo podczas okupacji
W latach okupacji 1939–1945 władze niemieckie nie rozwiązały organizacji rybackich i wędkarskich, uznając je za organizacje gospodarcze wyższej użyteczności. Naczelną organizacją był Związek Organizacji Rybackich. Drugi stopień tworzyły Okręgowe Towarzystwa Rybackie zorganizowane na wzór KTR-u. Wszystkie towarzystwa wędkarskie musiały być ich członkami. W r. 1941 siedzibą ZOR stał się Kraków. W czasie wojny na terenie Generalnej Guberni działało 38 towarzystw wędkarskich, w których zrzeszonych było 3033 członków.
Działalność towarzystw wędkarskich i KTR w czasie okupacji koncentrowała się m.in. na zachowaniu i ochronie istniejącego rybostanu oraz na maksymalnym wykorzystaniu dostępnych funduszy na budowę ośrodków zarybieniowych. Polskie Towarzystwo Wędkarskie wybudowało w latach 1940–1943 ośrodek w Łopusznej. Sportowe Towarzystwo Rybackie „Pstrąg” w Myślenicach wybudowało w latach 1940–1941 ośrodek zarybieniowy w Rabce-Zarytem. Krakowskie Towarzystwo Sportu Wędkowego „Wędzisko” w miejsce zlikwidowanego na skutek innych inwestycji niemieckich ośrodka zarybieniowego w Czatkowicach wybudowało nowy, ukończony w 1943 r. W Mszanie Dolnej uruchomiono ośrodek częściowo staraniem „Wędziska”. KTR w latach 1941–1944 wybudowało ośrodek zarybieniowy w Dolinie Będkowskiej. Wszystkie powyższe ośrodki produkowały narybek troci oraz pstrąga potokowego i tęczowego.

### Wędkarstwo po roku 1945
Po wojnie na terenie województwa krakowskiego kontynuowały działalność wszystkie przedwojenne towarzystwa wędkarskie oraz powstałe w r. 1945 nowe Towarzystwo Wędkarskie „Szczupak”.
Wznowienie działalności ZSTW w tym samym zakresie, co przed wojną nastąpiło w lutym 1947 roku na zjeździe delegatów towarzystw wędkarskich. Postanowiono kontynuować wydawanie „Wiadomości Wędkarskich” od marca 1948 r. oraz zrealizowano II wydanie książki F. Choynowskiego. Skoncentrowano się na przywróceniu Związkowi i wędkarzom tych wszystkich osiągnięć, które zdobyto w przedwojennej działalności i na dostosowaniu się Związku do nowych warunków ustrojowych.
We wrześniu 1949 r. decyzją władz Związek Sportowych Towarzystw Wędkarskich został zawieszony, a majątek przejęty przez kuratorów. Powołano 12-osobową Główną Radę Wędkarską, w której tylko 3 osoby wywodziły się z byłego ZSTW, pozostałe wyznaczyły instytucje państwowe: 3 ministerstwa, Związek Samopomocy Chłopskiej, Centrala Rybna, Instytut Badawczy Leśnictwa, „Prasa” i dla okrasy Zakład Ichtiobiologii SGGW.
Podczas Nadzwyczajnego Walnego Zjazdu Delegatów ZSTW powołano Polski Związek Wędkarski, który przejął majątek towarzystw, przemianowanych na Koła Wędkarskie. A ponieważ osobowość prawną posiadał według nowego statutu tylko Zarząd Główny PZW, dotychczasowi właściciele tego majątku, którzy go tworzyli, nie mogli nim dysponować według własnego uznania. Przykładem było anulowanie uchwały likwidującego się towarzystwa wędkarskiego, które swoje schronisko wędkarskie w Łopusznej postanowiło przekazać nie PZW, lecz Uniwersytetowi Jagiellońskiemu. Była to ingerencja władz w celu likwidacji ZSTW, który oskarżono o elitarność z zaprowadzonym ustrojem i robotniczo-chłopską równością. Szybki napływ dużej ilości nowych członków bez wędkarskiej „kindersztuby” spowodowała upadek etyki wędkarskiej i kłusownictwo członków PZW.
Dla terenowych organizacji wędkarskich, czyli towarzystw przekształcanych w koła był to okres kryzysu wędkarskiego, który nie ominął również i wędkarstwa krakowskiego. Przetasowania personalne, niejasne stosunki prawne, dotyczące zarówno korzystania z wód, jak i kontaktów z władzami, których kompetencje się często zmieniały, niezrozumiałe dyspozycje centrali, napływ nowych członków – wszystko to komplikowało pracę działaczom w terenie.
Władze, podkreślając troskę o tzw. masy pracujące i racjonalny wypoczynek ludzi pracy ułatwiały organizacjom PZW przejmowanie wód, głównie rzek. Tylko zawodowi rybacy zrzeszeni w PGR strzegli swoje wody przed wędkarzami, ale i oni musieli udostępniać część swoich akwenów do wędkowania.
Rozpoczęto działalność wydawniczą pod auspicjami PZW. Na początku 1951 r. władze, rzekomo z braku papieru, cofnęły licencję na wydawanie „Wiadomości Wędkarskich”. Przez 54 miesiące, czyli prawie cztery i pół roku wędkarze pozbawieni byli swojego czasopisma. W tej sytuacji Kraków postanowił wydawać własny biuletyn i uzyskał na to zezwolenie lokalnych władz. W maju 1955 roku ukazał się pierwszy numer biuletynu pod nazwą „Wędkarz – Miesięcznik Zarządu Okręgowego PZW w Krakowie”. Były to jedynie cztery strony gazetowego formatu. Do grudnia 1955 r. ukazało się 8 numerów „Wędkarza”. W ślad za Krakowem poszedł Stalinogród (obecnie Katowice), wydając tylko dwa numery „Śląskiego Wędkarza”, w czerwcu i podwójny za listopad i grudzień. „Warszawski Wędkarz” ukazał się tylko raz, w listopadzie 1955 r. Wszystkie przestały wychodzić po odzyskaniu licencji przez „Wiadomości Wędkarskie”, które ponownie pojawiły się w listopadzie 1955 r.
W następnych latach i dekadach działalność krakowskich wędkarzy koncentrowała się na pozyskiwaniu nowych wód i nieużytków, które zarybiano, oraz na sporcie wędkarskim, który w środowisku krakowskim cieszył się dużą popularnością, wydając wielu zawodników, zdobywców czołowych miejsc i nagród na zawodach w kraju i za granicą.
Polacy wędkujący pod zaborem pruskim, zwłaszcza wędkarze śląscy, nie mieli takich warunków do organizowania się jak wędkarze w Galicji. Nie było szkół wyższych z przewagą polskich uczonych i wykładowców, a dla nielicznych działaczy polskich głównym zadaniem było utrzymanie polskości na tych ziemiach.
Wędkarstwo jako forma aktywności rekreacyjnej było bardzo popularne na Śląsku, zwłaszcza wśród robotników. Uzupełniono tą drogą ubogą diety mięsnej.
Powojenny Śląsk składał się z trzech odrębnych części, kształtowanych kulturowo i cywilizacyjnie przez trzy odrębne organizmy polityczne, zupełnie odmiennie podchodzące do polskiej ludności tych terenów.
Pierwszą częścią był tzw. Górny Śląsk, wchodzący w skład cesarstwa niemieckiego, region uprzemysłowiony z kopalniami i zakładami metalurgicznych, degradujących środowisko naturalne, w tym i wody na tym terenie.
Drugą częścią był tzw. Śląsk Cieszyński, wchodzący w skład wielonarodowego cesarstwa Habsburgów, gdzie polityka narodowościowa była bardzo liberalna, pozwalająca na utrzymanie i kultywowanie narodowych cech, języka i kultury miejscowej ludności, która mogła organizować się w wielu instytucjach: naukowych, gospodarczych, społecznych, kulturalnych, sportowych itp.
Trzecią częścią było tzw. Zagłębie Śląsko-Dąbrowskie pod rządami carskiej Rosji, gdzie likwidowano wszelkie przejawy politycznej, edukacyjnej i społecznej działalności Polaków. Był to przejaw rusyfikacji.
Na Górnym Śląsku polskich organizacji wędkarskich nie było. Wody zajmowały m.in. różne sportowe organizacje niemieckie, złożone z niemieckich elit administracyjno-gospodarczych, do których dostęp, z powodu wysokich składek i opłat był dla Polaków niemożliwy. Śląsk nie miał w dużych rzek i naturalnych jezior, a na drobniejszych stawach i stawkach, gliniankach, powyrobiskowych zalewach, rzeczkach i rzeczułkach nie prowadzono żadnej gospodarki rybackiej i łowiono ryby „na dziko”.
Na Śląsku Cieszyńskim idee Krajowego Towarzystwa Rybackiego były bardzo żywe, rozpoczęły się wtedy, gdy się okazało, że istniała już na tym terenie gospodarka rybacka, prowadzone były wylęgarnie pstrąga (w Brennej i w Wiśle Czarnem) i hodowle ryb we włościach właścicieli ziemskich. Tomasz Dubisz (1813-1888) był twórcą nowoczesnego systemu hodowli karpia.
Wędkarstwo jako sport nie było wówczas w woj. cieszyńskim rozpowszechnione, ale istniała baza, rybne wody nizinne i górskie. Pomimo skutków II WŚ, dzięki mobilizacji sił i energii ludzi, którym idee KTR-u były bliskie, rozpoczęto walkę o odnowę rybactwa na wodach cieszyńskich. Jednym z wyrazów tej walki było założenie w sierpniu 1921 r. Śląskiego Towarzystwa Łowieckiego i Rybackiego w Cieszynie, gromadzące początkowo 24 członków, którzy postanawiali nie tylko uprawiać łowiectwo i wędkarstwo jako sport, ale troszczyć się o przywrócenie zdewastowanego pogłowia zwierzyny i wyrybionych wód do pierwotnego stanu. Pierwszym prezesem Towarzystwa został inż. Jan Karas, inspektor Lasów Państwowych. Do największych trudności w pracy zarządu należało przełamywanie postaw ludzkich nastawionych m.in. na pozyskiwanie mięsa. Poziom etyki łowieckiej i rybackiej był bowiem niski, ale po pięciu latach działalności Towarzystwo liczyło już 366 członków, co potwierdzało potrzebę istnienia takiej organizacji. Wydzierżawiło ona pierwsze tereny wędkarskie na Wiśle i Olzie, rozpoczynało je zarybiać rybą szlachetną z dzierżawionej wylęgarni i sprowadzoną z Nowego Targu.
Przez prawie dwadzieścia lat, do II wojny światowej rozwijało się Śląskie Towarzystwo Łowiecko-Rybackie i rósł jego dorobek, który po wojnie został zniszczony.
Takie tradycje miało również Bielsko-Bialskie Towarzystwo Wędkarskie powstałe według Pawła Stoka w roku 1925 lub 1926, które w 1933 roku liczyło 64 członków, a w 1937 już 138 wędkarzy.
Na terenie byłego zaboru rosyjskiego, w Sosnowcu, po I wojnie światowej założono Towarzystwo Sportu Wędkowego w Sosnowcu, które w r. 1932 miało siedzibę przy Hucie „Milowice” i liczyło 17 członków. W 1936 roku powstały: w Dąbrowie Górniczej – Sportowe Towarzystwo Wędkarskie, skupiające 36 wędkarzy, a w Czeladzi – Towarzystwo Wędkarskie „Dunaj”, liczące 20 członków, które przystąpiły do ZSTW.
Jak wynika z pracy kol. Alfreda Kwiatka, działacza Z.O. w Katowicach, samodzielnych, niezarejestrowanych oficjalnie w ZSTW organizacji wędkarskich było na Górnym Śląsku więcej. Działacze Koła Katowice-Miasto twierdzili, że wędkarze katowiccy zorganizowali się już w roku 1926. Koło Katowice-Janów podało, że wywodzi się z sekcji wędkarskiej, która powstała w r. 1933 przy Towarzystwie „Sokół”, a następnie przystąpiło do Krajowego Towarzystwa Rybackiego.
Protoplastą obecnego Koła Chorzów Miasto miał być Klub Wędkarski powstały w r. 1928 przy magistracie miasta Królewska Huta (obecnie Chorzów).
W Michałkowicach Towarzystwo Wędkarskie powstało prawdopodobnie w roku 1936.
Koło PZW w Rybniku miało się wywodzić z Towarzystwa Wędkarskiego, powstałego w r. 1937 przy Hucie „Silesia” i zrzeszającego wędkarzy, pracowników tego zakładu.

### Zarys historii wędkarstwa dolnośląskiego
Początki zorganizowanego wędkarstwa w Niemczech rozpoczęły się w 1866 r., kiedy Dolny Śląsk był niemiecki. Wówczas powstał w Berlinie Centralne Stowarzyszenie Przyjaciół Wędkarstwa. W 1900 roku powstał Komitet Założycielski Ogólnoniemieckiego Związku Wędkarskiego, który powołał w maju tego samego roku Deutschen Angler-Bund. W październiku 1900 roku ukazało się pierwsze czasopismo tej organizacji „Deutschen Angler-Zeitung, wzorowany na „Wiadomościach wędkarskich”.
Po 1918 r. nastąpił rozłam polityczny i poglądowy w niemieckim wędkarstwie.
Wędkarze o lewicowych poglądach postanowili założyć własny związek, chcieli tego także działacze Śląskiego Związku Robotniczego, wędkarze z Wrocławia z gen. Antonem Bukowskim na czele, który na łamach socjaldemokratycznego pisma „Vorwärts” zamieścił komunikat o utworzeniu nowego związku. Związek ten powstał na początku 1921 r., przyjął nazwę „Arbeiter-Angler-Bundes Deutschlands i miał ok. 100 członków. Jednak już w 1925 roku zrzeszał 31 towarzystw i miał 899 członków. W grudniu 1925 roku na czele tej organizacji stał Pfaffenschleger, który przedstawił nowe kierunki działania we Wrocławiu i otrzymał poparcie wrocławskiego oddziału. Organizacja wędkarska liczyła w 1929 roku 147 towarzystw i 6300 członków. W okresie dzielności dzieliła się na związki krajowe, wojewódzkie i powiatowe. Wydawała pismo „Der Freie Angler”, także wzorowane na „Wiadomościach wędkarskich”. W 1931 roku zrzeszała 157 towarzystw i 7 tys. członków. Wrocławski oddział związku zorganizował w tym mieście w 1930 r. Ogólnoniemiecką Wystawę Wędkarską z okazji Krajowego Zjazdu Członków Związku. Na zjazd, który rozpoczął obrady w Wielki Piątek, przybyli przedstawiciele z całego kraju. Podczas obrad były przedstawiane cele i zadania organizacji. W sobotę po obiedzie odbył się uroczysty przemarsz ulicami miasta w kierunku centrum, wtedy doszło do spotkania z władzami miasta: nadprezydentem Śląska gen. Lidmarem, burmistrzem gen. Mache, radcą miejskim Schrame i Radcą Rządowym dr Klekow.
Od 1934 r. istniał związek „Reichsverband Deutsche Sportfischer”. W 1943 roku działalność została zawieszona przez partię nazistowską.
W lipcu 1945 roku grupa amatorskich wędkarzy, która przybyła do zniszczonego Wrocławia, powołała Komitet organizacyjny Towarzystwa Wędkarskiego. W styczniu 1946 roku utworzono pierwszy zarząd towarzystwa, którego członkowie odwoływali się do tradycji pierwszych organizacji rybackich i wędkarskich. Prezesem został prof. Marian Stangenberg, sekretarzem Wacław Drozdowski, a skarbnikiem sędzia Lech. Towarzystwo przyjęło nazwę „Leszcz” i posiadało własny statut. 6 lutego 1948 roku złożono wniosek w Urzędzie Wojewódzkim celem zarejestrowania tej organizacji w oparciu o ustawę o stowarzyszeniach z 1932 r.
15 lutego 1948 roku odbyło się Walne Zebranie Towarzystwa, w którym wzięło udział 37 członków.
W ten sposób na terenach, gdzie działały wcześniej wyłącznie niemieckie organizacje wędkarskie powstały w kolejnych miastach polskie towarzystwa wędkarskie, obejmując swoją działalnością cały Dolny Śląsk. Do 1950 roku ilość towarzystw wzrosła o 28. Wraz z powstawaniem towarzystw wzrastała też ilość obwodów rybackich przejętych przez nie w dzierżawę. Po narzuconej przez władze polityczne reorganizacji wędkarstwa i powstaniu PZW dalsza historia wędkarstwa w tym regionie potoczyła się podobnie jak w całym kraju.